# Прусов, Игорь Николаевич
Игорь Николаевич Прусов (род. 8 мая 1948, Москва, СССР) — российский хоккейный судья.

## Биография
Родился 8 мая 1948 года в Москве.
С 1976 года трудится в Москомспорте.
В качестве линейного судьи работал на:
- 1981 Ч.Е среди юниоров. Минск.

- 1982  — Ч.М группа С.Испания.

- 1983 — Ч.М Япония. группа Б.

- 1983 — Ч.М среди молодёжных команд СССР.

- 1984 — О.И Сараево. судейство игры за бронзовые медали.

- 1985 — Ч.М Москва.

- 1986 — Ч.М Прага.

- 1987 — Всемирные зимние университетские игры.

- 1987 — Ч.М Вена.

- 1987 — Ч.М среди молодежных команд. СССР.

- 1988 — О.И Калгари. были все основные международные соревнования проводимые международной Федерацией.